# Třída Katanpää
Třída Katanpää je třída minolovek finského námořnictva. Tvoří ji tři jednotky. Plavidla jsou stavěna jako náhrada pobřežních minolovek třídy Kuha a do služby mají vstoupit do roku 2015. Jsou schopna provádět vyhledávání a likvidaci min v pobřežních vodách i na otevřeném moři. Počítá se rovněž s možností jejich nasazení v zahraničních misích.
Ze třídy Katanpää byly odvozeny též alžírské minolovky třídy El-Kasseh.

## Stavba

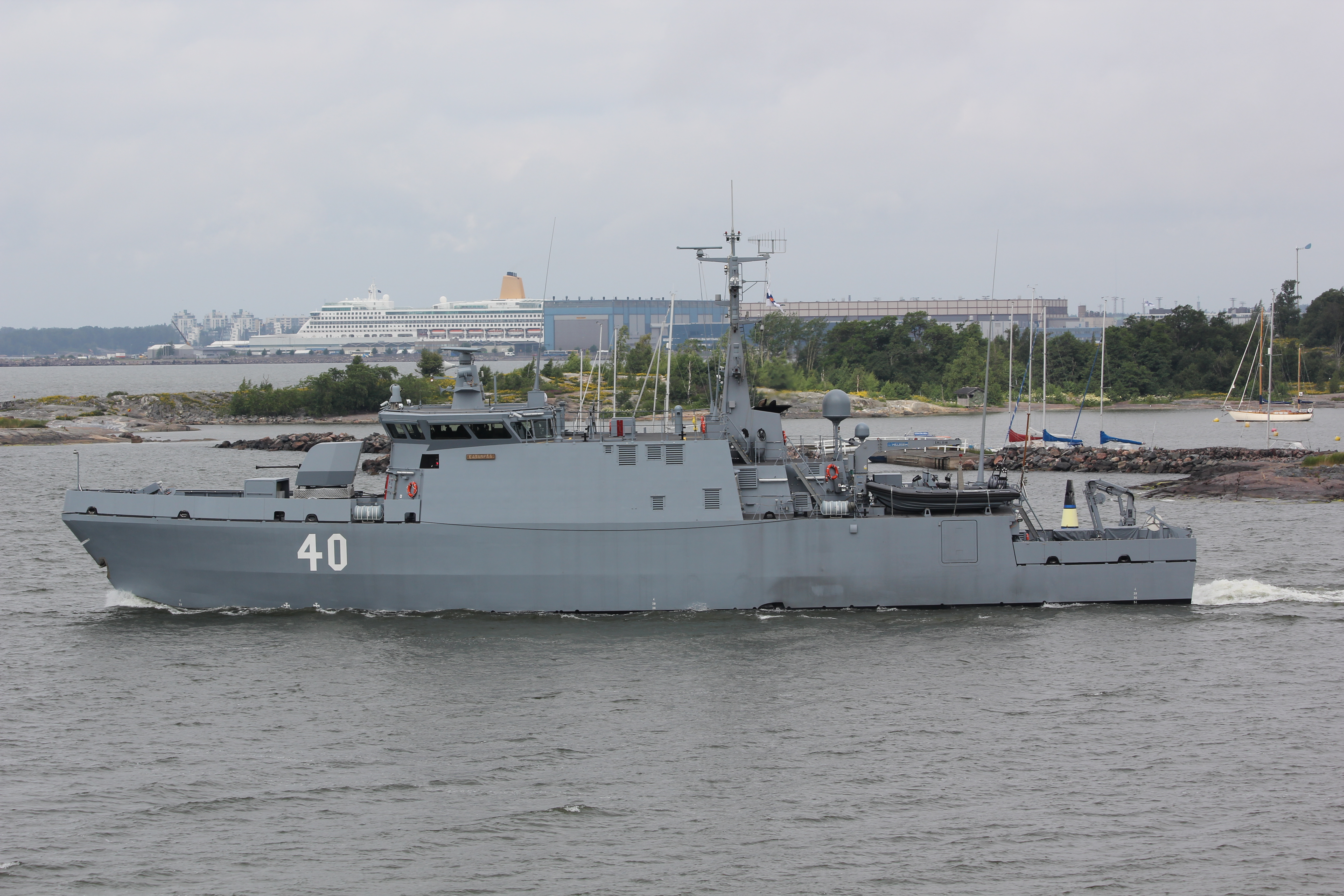
Katanpää (40)

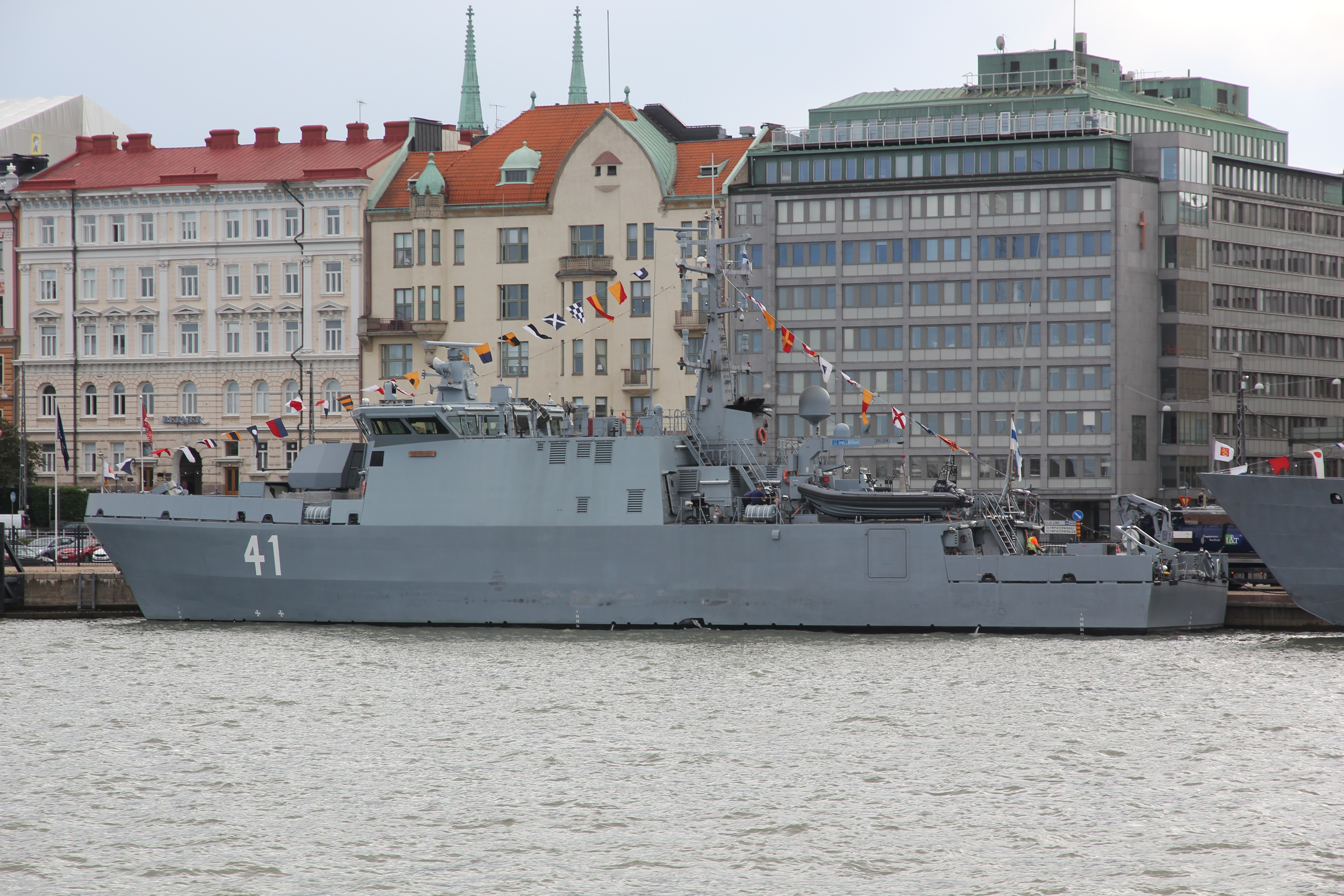
Purunpää (41)

Stavba celé třídy byla roku 2006 objednána u italské loděnice Intermarine v La Spezia.
Jednotky třídy Katanpää:
| Jméno          | Zahájení prací | Spuštěna    | Dodání            | Status  |
| -------------- | -------------- | ----------- | ----------------- | ------- |
| Katanpää (40)  | červenec 2007  | červen 2009 | 4. prosince 2012  | aktivní |
| Purunpää (41)  | březen 2009    | –           | 20. srpna 2013    | aktivní |
| Vahterpää (42) | únor 2009      | –           | 2. listopadu 2016 | aktivní |

## Konstrukce

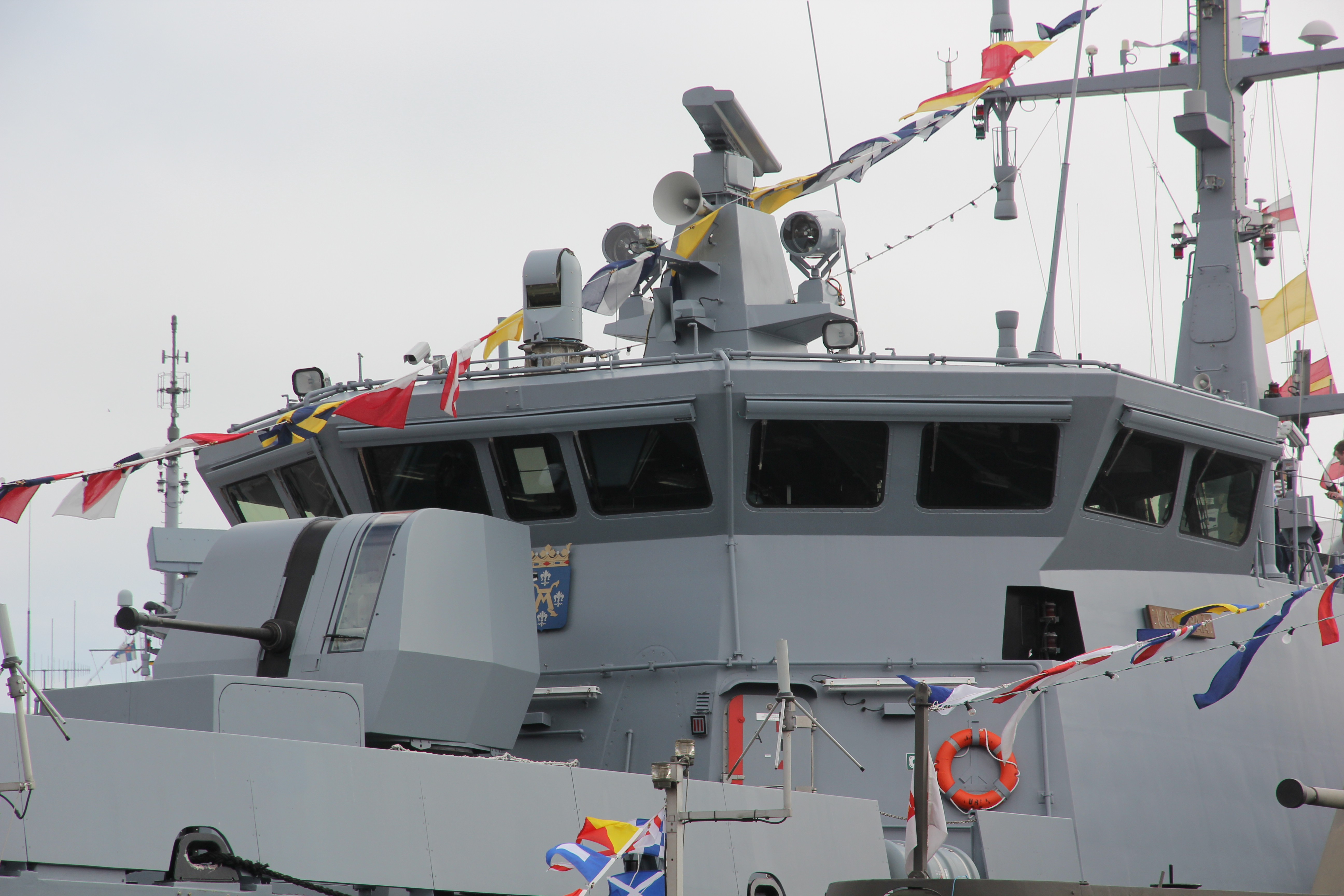
Detail přídě s můstkem a dělovou věží

Trup je vyroben z kompozitu. Plavidla na palubě nesou dálkově ovládané prostředky pro vyhledávání a ničení min Saab Double Eagle Mark I a Atlas Elektronik SeaFox I. Dále nesou dálkově ovládané průzkumné prostředky Kongsberg HUGIN a Kongsberg REMUS 100. K vlastní obraně slouží jeden 40mm L/70 kanón Bofors Mk.2 v dělové věži na přídi. Plavidla mohou nést i hlubinné pumy k likvidaci ponorek. Pohonný systém tvoří dva diesely MTU 8V 396 TE74, každý o výkonu 1000 kW, pohánějící dva cykloidní pohony Voith-Schneider. Maximální rychlost dosahuje 13 uzlů.